# Cohibición

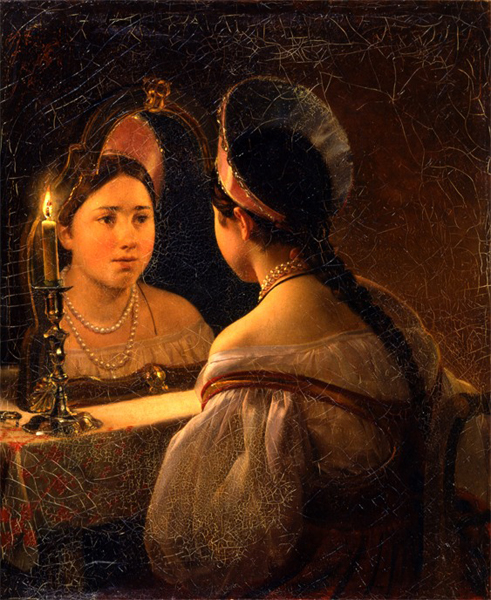
Svetlana se refleja en el espejo (pintura de Karl Briullov, 1836)

La cohibición se refiere a la timidez causada por un estado aumentado y agudizado de la autoconsciencia. Es una preocupación consigo mismo, especialmente por el como otros perciben la apariencia o las acciones de uno mismo. Aunque ambos términos: autoconsciencia y cohibición, se refieren a estados diferentes, pueden llegar a ser usados como sinónimos.

## Deterioro
Cuando uno se siente cohibido, uno se vuelve consciente de todas las acciones que uno mismo realiza, incluso las más pequeñas. Ese grado de consciencia tan aumentada puede afectar la capacidad de la persona para realizar acciones complejas. Se cree que la adolescencia es la época de mayor cohibición. Una persona que tiene una tendencia crónica a entrar en ese estado de autoconscienca agudizada por lo general es tímida o introvertida.

## Psicología
A diferencia de la autoconsciencia, que en un contexto filosófico es ser consciente de uno mismo como individuo, la cohibición —ser excesivamente consciente de la apariencia o los modales de uno— puede ser un problema a veces. La cohibición se asocia con la timidez y la vergüenza, en cuyo caso puede resultar en una falta de orgullo y una baja autoestima. En un ámbito positivo, la cohibición puede motivar al desarrollo de la identidad, ya que es durante esos períodos con la autoconsciencia agudizada, cuando las personas se acercan más a conocerse a sí mismas objetivamente. La cohibición afecta a las personas en diversos grados, ya que algunas personas constantemente se autocontrolan o ensimisman, mientras que otras son completamente inconscientes de sí mismas.
El comportamiento de uno se ve afectado por los diferentes niveles de autoconsciencia, ya que es común que las personas actúen de manera diferente cuando son influenciadas por las emociones que irradia su entorno. Ser parte de una multitud, estar en una habitación oscura o usar un disfraz crea anonimato y disminuye temporalmente el nivel de autoconsciencia y, por ende, de cohibición (véase desindividualización). Esto puede llevar a un comportamiento desinhibido, y a veces destructivo.